# Сьвенжиці
Сьвенжиці (пол. Świężyce) — село в Польщі, у гміні Копшивниця Сандомирського повіту Свентокшиського воєводства.
Населення — 167 осіб (2011).

## Демографія
Демографічна структура на день 31 березня 2011 року:
|          | Загалом | Допрацездатний вік | Працездатний вік | Постпрацездатний вік |
| -------- | ------- | ------------------ | ---------------- | -------------------- |
| Чоловіки | 80      | 20                 | 48               | 12                   |
| Жінки    | 87      | 15                 | 43               | 29                   |
| Разом    | 167     | 35                 | 91               | 41                   |